# المحقق كونان (الموسم 21)
المحقق كونان هو الموسم الحادي والعشرين من سلسلة المحقق كونان (باليابانية: 名探偵コナン، تُنطق ميه‌‌تانتيه كۆنان أي المحقق العظيم كونان) تُرجمت رسميًا إلى المُحقق كونان، وهي سلسلة مانغا للكاتب غوشو أوياما حُولِّت إلى مسلسل أنيمي وحلقات أوفا وأفلام أنمي وألعاب فيديو ووسائط أخرى يابانية وقد بدأ عرض السلسلة من 18 فبراير 2012 ولغاية 15 ديسمبر 2012، وكان الموسم من إخراج ياسوچيرو ياماموتو.
أُذيعت الحلقة الأولى في 8 يناير 1996 وعرضت الحلقات بالتوالي إلى أن وصلت إلى أكثر من 1,155 حلقة، وبذلك تحتل المركز الخامس عشر في قائمة أكثر الأنيميات من حيث عدد الحلقات. يتم عرض حلقة واحدة من الأنمي أسبوعيًّا على نبون تلفجن إلا في حالات عرض الأفلام فإنها قد تتأجل إلى أسبوعين أو أكثر. تتم دبلجة الأنيمي للغة العربية من قِبَل مركز الزهرة ولا تزال دبلجته مُستمرة لأكثر من ثمانية عشرة سنة منذ سنة 1998، حيث عُرض لأول مرة على تلفزيون قطر، وقد وصلت الحلقات المُدبلجة إلى 565 (537 بالنّظام الياباني) من أصل 1,155 حلقة.
يُعرَض المحقق كونان في اليابان على قناة نيبون تي في وقناة يوميأوري وقناة أنيماكس وقناة YTV اليابانية، وقد لاقى المحقق كونان رواجًا كبيرًا في اليابان حيث احتل مركزًا من ضمن المراكز الستة الأوائل في ست مناسبات مختلفة. وبحسب استطلاعات الرأي التي أجرتها مجلة أنيميج، اعتبر الأنيمي من بين أفضل 20 أنيمي تم إصداره خلال الفترة من عام 1996 ولغاية عام 2001. أيضا احتل المحقق كونان المركز الثالث والعشرين من ضمن قائمة أفضل 100 أنيمي، أجرته شبكة أساهي اليابانية في عام 2005.

## عناوين الحلقات
| #       | عنوان الحلقة                                                                   | تفاصيل الحلقة | تفاصيل الحلقة  |
| اليابان | باليابانية                                                                     | في المانغا    | تاريخ العرض    |
| ------- | ------------------------------------------------------------------------------ | ------------- | -------------- |
| 646     | استعراض الاستنتاجات في الفندق المسكون (الجزء الأول)                            | فصل 768-770   | 18 فبراير 2012 |
| 647     | استعراض الاستنتاجات في الفندق المسكون (الجزء الثاني)                           | فصل 768-770   | 25 فبراير 2012 |
| 648     | قضية وكالة التحريات المحتجزة (الاندلاع)                                        | فصل 771-774   | 3 مارس 2012    |
| 649     | قضية وكالة التحريات المحتجزة (القنص)                                           | فصل 771-774   | 10 مارس 2012   |
| 650     | قضية وكالة التحريات المحتجزة (الإطلاق)                                         | فصل 771-774   | 17 مارس 2012   |
| 651     | كونان ضد هيجي: معركة الاستنتاجات بين متحريي الشرق والغرب (حلقة خاصة لمدة ساعة) | فصل 778-780   | 24 مارس 2012   |
| 652     | تصميم السم والوهم (EYE)                                                        | فصل 781-786   | 21 أبريل 2012  |
| 653     | تصميم السم والوهم (S)                                                          | فصل 781-786   | 28 أبريل 2012  |
| 654     | تصميم السم والوهم (سم)                                                         | فصل 781-786   | 5 مايو 2012    |
| 655     | تصميم السم والوهم (وهم)                                                        | فصل 781-786   | 12 مايو 2012   |
| 656     | موقع فيديو الدكتور (الجزء الأول)                                               | فصل 775-777   | 19 مايو 2012   |
| 657     | موقع فيديو الدكتور (الجزء الثاني)                                              | فصل 775-777   | 26 مايو 2012   |
| 658     | فخ الشوكولاتة الملتهب                                                          | فلر           | 2 يونيو 2012   |
| 659     | التحقيق المشترك مع الحب الأول (الجزء الأول)                                    | فصل 790-792   | 9 يونيو 2012   |
| 660     | التحقيق المشترك مع الحب الأول (الجزء الثاني)                                   | فصل 790-792   | 16 يونيو 2012  |
| 661     | السيد كوغورو رجل طيب (الجزء الأول)                                             | فصل 787-789   | 23 يونيو 2012  |
| 662     | السيد كوغورو رجل طيب (الجزء الثاني)                                            | فصل 787-789   | 30 يونيو 2012  |
| 663     | اصطياد خنفساء مياما                                                            | فلر           | 7 يوليو 2012   |
| 664     | انتصار الكلب كورو العظيم 2                                                     | فلر           | 14 يوليو 2012  |
| 665     | الحرف الأول K المريب                                                           | فلر           | 21 يوليو 2012  |
| 666     | مرسل التهديدات في الليلة الماطرة                                               | فلر           | 28 يوليو 2012  |
| 667     | ليلة حفل الزفاف (الجزء الأول)                                                  | فصل 793-795   | 1 سبتمبر 2012  |
| 668     | ليلة حفل الزفاف (الجزء الثاني)                                                 | فصل 793-795   | 8 سبتمبر 2012  |
| 669     | كنز في برج الظلام (الجزء الأول)                                                | فلر           | 15 سبتمبر 2012 |
| 670     | كنز في برج الظلام (الجزء الثاني)                                               | فلر           | 22 سبتمبر 2012 |
| 671     | مقطوعة ليل المتحرين (القضية)                                                   | فصل 796-800   | 6 أكتوبر 2012  |
| 672     | مقطوعة ليل المتحرين (الاختطاف)                                                 | فصل 796-800   | 13 أكتوبر 2012 |
| 673     | مقطوعة ليل المتحرين (الاستنتاج)                                                | فصل 796-800   | 20 أكتوبر 2012 |
| 674     | مقطوعة ليل المتحرين (بوربون)                                                   | فصل 796-800   | 27 أكتوبر 2012 |
| 675     | لن أغفر لك ولو قيد أنملة (الجزء الأول)                                         | فصل 801-803   | 10 نوفمبر 2012 |
| 676     | لن أغفر لك ولو قيد أنملة (الجزء الثاني)                                        | فصل 801-803   | 17 نوفمبر 2012 |
| 677     | شاطئ بلا آثار أقدام                                                            | فلر           | 27 نوفمبر 2012 |
| 678     | غموض مسرح ناغازاكي (نهاية حقبة الإيدو)                                         | فلر           | 1 ديسمبر 2012  |
| 679     | غموض مسرح ناغازاكي (الوقت الحاضر)                                              | فلر           | 8 ديسمبر 2012  |
| 680     | الصبار الرابسودي                                                               | فلر           | 15 ديسمبر 2012 |